# A Morte

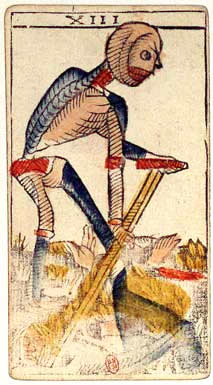
A Morte

A Morte é o décimo terceiro Arcano Maior do Tarot.
Quando aparece numa consulta, ela significa uma grande transformação na vida do consulente. Esta mudança nem sempre é negativa, sendo portanto injustificado o temor que muitos têm dessa carta.

## Simbologia
Despedida, mudança repentina.
A morte, representada pela carta do Tarot de Rider Waite, tem como plano principal um cavaleiro, de gênero não definido, segurando em sua mão esquerda uma bandeira, cuja estampa lembra uma estrela apontada para baixo. Sob seus pés alguns cadáveres, entre eles o rei, e o último deles o sacerdote. Ao fundo, ao que parece, tem-se a ideia de um lago.
Em alguns Tarots, é chamado o "Arcano Sem Nome", pois ninguém quer pronunciar seu Nome. Dos ciganos aos burgueses, de Mathers a Crowley, é uma das cartas mais perturbadoras, uma vez que significa a interrupção abrupta de um processo. Associada ao signo de escorpião, é considerada a primeira das chamadas Cartas Nocturnas, que terminam com A Torre (Arcano XVI).

## Mensagem
A carta da morte mostra que mudanças involuntárias irão ocorrer e que não se deve tentar impedi-las, pelo contrário, deve-se aceitá-las. É a carta da transformação, do desapego e do fim dos ciclos. A carta da passagem para outra realidade, que pode vir como um duro golpe. Purificação através da dor, nada de ruim virá depois da morte.